# كونور موراي
كونور موراي (بالإنجليزية: Conor Murray)‏ هو لاعب اتحاد الرغبي أيرلندي، ولد في 20 أبريل 1989 في ليمريك في جمهورية أيرلندا.

## وصلات خارجية
- كونور موراي عل موقع إسبنسكروم (الإنجليزية)
- كونور موراي على موقع ItsRugby.co.uk (الإنجليزية)